# Opdyke West
Opdyke West è un centro abitato degli Stati Uniti d'America situato nella contea di Hockley dello Stato del Texas.
La popolazione era di 174 persone al censimento del 2010.

## Geografia fisica
Opdyke West è situata a 33°35′36″N 102°17′56″W (33.593241, -102.298924).
Secondo lo United States Census Bureau, ha un'area totale di 0,2 miglia quadrate (0,52 km²).

## Società

### Evoluzione demografica
Secondo il censimento del 2000, c'erano 188 persone, 74 nuclei familiari e 46 famiglie residenti nella città. La densità di popolazione era di 791,9 persone per miglio quadrato (302,4/km²). C'erano 80 unità abitative a una densità media di 337,0 per miglio quadrato (128,7/km²). La composizione etnica della città era formata dal 75,53% di bianchi, il 3,72% di nativi americani, il 14,89% di altre razze, e il 5,85% di due o più etnie. Ispanici o latinos di qualunque razza erano il 32,98% della popolazione.
C'erano 74 nuclei familiari di cui il 44,6% aveva figli di età inferiore ai 18 anni, il 48,6% aveva coppie sposate conviventi, il 13,5% aveva un capofamiglia femmina senza marito, e il 36,5% erano non-famiglie. Il 23,0% di tutti i nuclei familiari erano individuali e il 2,7% aveva componenti con un'età di 65 anni o più che vivevano da soli. Il numero di componenti medio di un nucleo familiare era di 2,54 e quello di una famiglia era di 3,11.
La popolazione era composta dal 27,7% di persone sotto i 18 anni, il 26,1% di persone dai 18 ai 24 anni, il 30,3% di persone dai 25 ai 44 anni, il 13,8% di persone dai 45 ai 64 anni, e il 2,1% di persone di 65 anni o più. L'età media era di 24 anni. Per ogni 100 femmine c'erano 106,6 maschi. Per ogni 100 femmine dai 18 anni in giù, c'erano 115,9 maschi.
Il reddito medio di un nucleo familiare era di 31.667 dollari e quello di una famiglia era di 30.750 dollari. I maschi avevano un reddito medio di 23.750 dollari contro i 17.083 dollari delle femmine. Il reddito pro capite era di 15.261 dollari. Circa il 13,2% delle famiglie e il 13,6% della popolazione erano sotto la soglia di povertà, incluso il 22,4% di persone sotto i 18 anni di età.